# نقش‌برجسته و کتیبه هورامان
نقش برجسته و کتیبه هورامان مربوط به هزاره اول پیش از میلاد است و در شهرستان پاوه، روستای وزیدز واقع شده و این اثر در تاریخ ۱۹ تیر ۱۳۴۸ با شمارهٔ ثبت ۸۴۹ به‌عنوان یکی از آثار ملی ایران به ثبت رسیده است.